# Vérines
Vérines település Franciaországban, Charente-Maritime megyében. Lakosainak száma 2375 fő (2022. január 1.). Vérines Anais, Angliers, Longèves, Saint-Médard-d’Aunis, Saint-Ouen-d’Aunis és Sainte-Soulle községekkel határos.

## Népesség
A település népessége az elmúlt években az alábbi módon változott:
| Lakosok száma | 729  | 1022 | 1166 | 1642 | 2161 | 2189 | 2245 | 2296 | 2326 | 2375 |
|               | 1968 | 1982 | 1990 | 2006 | 2013 | 2015 | 2017 | 2019 | 2020 | 2022 |